# Schrittspannung

Hier bildet ein am Boden liegendes Leiterseil einen Potentialtrichter aus. Die rote Kurve stellt das elektrische Potential der Erdoberfläche dar; je höher die Steigung zwischen zwei Punkten dieser Kurve bei gleicher Schrittlänge, desto größer die Spannung zwischen den darüber liegenden Punkten am Erdboden.

Als Schrittspannung bezeichnet man die elektrische Spannung zwischen zwei Punkten eines von starkem Strom durchflossenen Bodenbereiches. Der Name beruht auf dem Umstand, dass diese Spannung einen Menschen dann betrifft, wenn er bei einem Schritt den Boden an unterschiedlichen Punkten berührt. Sie kann für Mensch und Tier lebensgefährlich sein.
Eine wesentliche Schrittspannung tritt dort auf, wo ein hoher elektrischer Strom in das Erdreich fließt, was beispielsweise beim Bodeneinschlag eines Blitzes, aber auch beim Erdschluss einer zu Boden gefallenen Freileitung geschieht. Insbesondere bei Hochspannungsleitungen, die mit Erdschlusskompensation betrieben werden, wird die Leitung bei einem einfachen Erdschluss nicht sofort abgeschaltet, sondern bleibt noch eine Zeitlang unter Spannung.

## Entstehung
Wird ein elektrischer Strom in den Erdboden eingeleitet, so bewirkt dieser Strom nach dem ohmschen Gesetz am elektrischen Widerstand des Erdbodens eine elektrische Spannung. Je höher der Strom oder der Widerstand, desto höher die Spannung. Bei Blitzeinschlag können kurzzeitig Ströme mit einigen 10.000 Ampere auftreten. Ein Körper, der im Bereich des stromdurchflossenen Bodens zwei Punkte unterschiedlichen Potentials berührt (in der Skizze {\displaystyle U_{\text{S1}}} und {\displaystyle U_{\text{S2}}}), überbrückt damit eine als Schrittspannung
{\displaystyle U_{\text{S}}=U_{\text{S2}}-U_{\text{S1}}}
bezeichnete elektrische Spannung, die einige 1.000 Volt betragen und somit zu einem Stromunfall führen kann. Das vom Einschlagpunkt nach außen abfallende elektrische Potential stellt man sich modellhaft als Potentialtrichter vor.
Die Schrittspannung zwischen zwei Berührungspunkten hängt ab von:
- der Stromdichte im Bereich der Berührungspunkte (je näher am Einleitungspunkt, desto höher die Stromdichte);
- dem Widerstand des Bodens (je höher der Widerstand, desto höher bei gleichem Stromfluss die daran entstehende („abfallende“) Spannung);
- der absolut eingeleiteten Stromstärke;
- der Lage und dem Abstand der Berührungspunkte.

## Gefahrenpotential
Die Schrittspannung kann je nach Ursache, Schrittweite und Bodenbeschaffenheit etliche Kilovolt betragen und etwa bei einem Menschen, der mit nicht geschlossenen Füßen im Potentialtrichter steht oder geht, einen tödlichen elektrischen Schlag hervorrufen. Auch andere Strukturen, die den Boden an mehreren Punkten berühren, stehen in der Gefahr eines hohen Stromdurchflusses. Das gilt beispielsweise für weidende Kühe, die naturgemäß mit vier Beinen und großen Beinabständen am Boden stehen, aber auch für Retter, die etwa einen anderen Menschen aus dem Potentialtrichter zu ziehen versuchen.

## Vermeidung

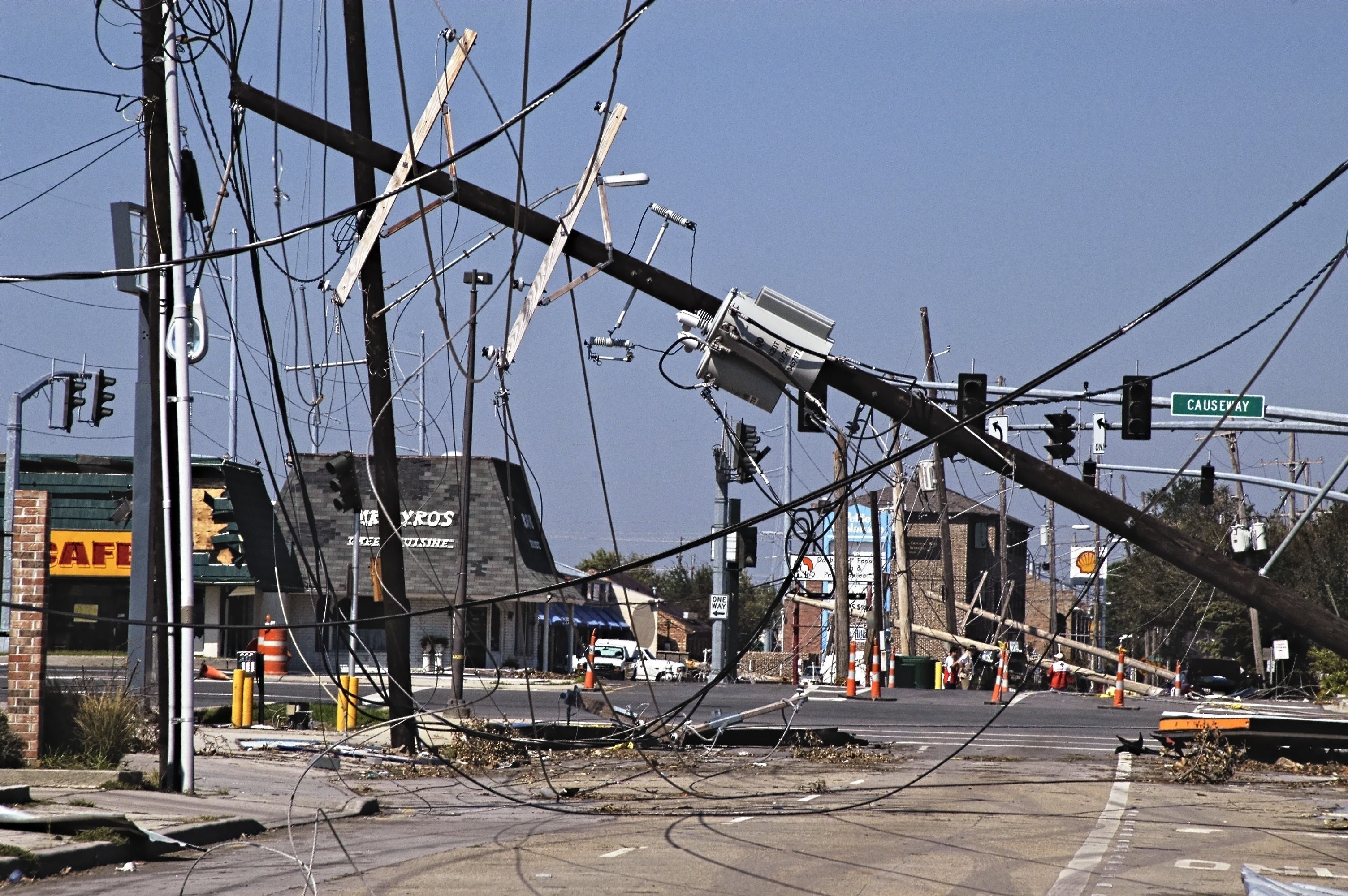
Abgerissene Freileitungen als Folge von Sturmschäden. In der Nähe der Einleitungspunkte können am Boden gefährliche Schrittspannungen auftreten.

Die Gefahr einer gefährlichen Durchströmung des Körpers wird weitgehend ausgeschlossen, wenn der Körper den Boden nur an einer einzigen, möglichst kleinen Stelle berührt. Im Bereich eines Potentialtrichters steht man mit geschlossenen Füßen am sichersten. Deshalb sollte man bei Gewitter mit geschlossenen Füßen in die Hocke gehen (um den Blitz nicht selbst anzuziehen), sich aber keinesfalls hinsetzen oder gar hinlegen – dann würde man bei einem nahen Blitzeinschlag eine möglicherweise lebensgefährliche Schrittspannung erfahren.
Das flache Liegen auf dem Boden im Potentialtrichter gilt als noch gefährlicher als breitbeiniges Stehen, da infolge der großflächigen Abdeckung ein guter Kontakt zum Boden besteht und damit ein noch höherer Stromfluss durch den gesamten Körper zu befürchten ist.
Die Auswirkungen von Schrittspannungen können durch isolierendes Schuhwerk reduziert, aber je nach Spannung nicht zwingend ausgeschlossen werden.
Erdungsanlagen werden, um Schrittspannungen an Erdungspunkten zu vermeiden, mit großer Ausdehnung angelegt, etwa als Erdbänder rings um ein Gebäudefundament. Das Erdband hat einen wesentlich geringeren Widerstand als das Erdreich, schirmt somit (ähnlich wie ein Koronaring) den inneren Bereich ab und stellt gleichzeitig eine großflächige Verbindung zum Erdreich her, so dass außerhalb eine wesentlich geringere Stromdichte zum Tragen kommt.